# Fains
Fains és un municipi francès situat al departament de l'Eure i a la regió de Normandia. L'any 2007 tenia 416 habitants.

## Demografia

### Població
El 2007 la població de fet de Fains era de 416 persones. Hi havia 160 famílies, de les quals 28 eren unipersonals (4 homes vivint sols i 24 dones vivint soles), 52 parelles sense fills, 64 parelles amb fills i 16 famílies monoparentals amb fills.
La població ha evolucionat segons el següent gràfic:
Habitants censats

### Habitatges
El 2007 hi havia 185 habitatges, 159 eren l'habitatge principal de la família, 25 eren segones residències i 1 estava desocupat. 182 eren cases i 2 eren apartaments. Dels 159 habitatges principals, 138 estaven ocupats pels seus propietaris, 16 estaven llogats i ocupats pels llogaters i 5 estaven cedits a títol gratuït; 1 tenia una cambra, 4 en tenien dues, 22 en tenien tres, 43 en tenien quatre i 89 en tenien cinc o més. 134 habitatges disposaven pel capbaix d'una plaça de pàrquing. A 49 habitatges hi havia un automòbil i a 101 n'hi havia dos o més.

### Piràmide de població
La piràmide de població per edats i sexe el 2009 era:
| Homes | Edats   | Dones |
| ----- | ------- | ----- |
| 0     | 95 o +  | 0     |
| 0     | 90 a 94 | 0     |
| 2     | 85 a 89 | 3     |
| 0     | 80 a 84 | 3     |
| 10    | 75 a 79 | 6     |
| 9     | 70 a 74 | 12    |
| 6     | 65 a 69 | 12    |
| 5     | 60 a 64 | 7     |
| 11    | 55 a 59 | 9     |
| 18    | 50 a 54 | 23    |
| 12    | 45 a 49 | 14    |
| 10    | 40 a 44 | 11    |
| 15    | 35 a 39 | 10    |
| 11    | 30 a 34 | 6     |
| 14    | 25 a 29 | 10    |
| 2     | 20 a 24 | 13    |
| 12    | 15 a 19 | 9     |
| 14    | 10 a 14 | 5     |
| 6     | 5 a 9   | 5     |
| 6     | 0 a 4   | 5     |

## Economia
El 2007 la població en edat de treballar era de 267 persones, 206 eren actives i 61 eren inactives. De les 206 persones actives 198 estaven ocupades (105 homes i 93 dones) i 8 estaven aturades (1 home i 7 dones). De les 61 persones inactives 35 estaven jubilades, 10 estaven estudiant i 16 estaven classificades com a «altres inactius».

### Ingressos
El 2009 a Fains hi havia 152 unitats fiscals que integraven 401,5 persones, la mediana anual d'ingressos fiscals per persona era de 22.062 €.

### Activitats econòmiques
Dels 13 establiments que hi havia el 2007, 1 era d'una empresa de fabricació de material elèctric, 1 d'una empresa de fabricació d'altres productes industrials, 4 d'empreses de construcció, 1 d'una empresa de transport, 2 d'empreses financeres, 2 d'empreses de serveis, 1 d'una entitat de l'administració pública i 1 d'una empresa classificada com a «altres activitats de serveis».
Dels 5 establiments de servei als particulars que hi havia el 2009, 1 era un taller de reparació d'automòbils i de material agrícola, 2 fusteries, 1 electricista i 1 saló de bellesa.
L'any 2000 a Fains hi havia 5 explotacions agrícoles.

## Poblacions més properes
El següent diagrama mostra les poblacions més properes.